# (282) Clorinde
(282) Clorinde est un astéroïde de la ceinture principale découvert par Auguste Charlois le 28 janvier 1889 à Nice.

## Nom
Clorinde est un personnage héroïque de Le Tasse présent dans son poème La Jérusalem délivrée.